# Pygommatius daknistus
Pygommatius daknistus là một loài ruồi trong họ Asilidae. Pygommatius daknistus được Oldroyd miêu tả năm 1972.